# نصف‌النهار ۱۴۰ درجه غربی
نصف‌النهار ۱۴۰ درجه غربی ۱۴۰مین نصف‌النهار غربی از گرینویچ است که از لحاظ زمانی ۹ساعت و ۲۰دقیقه با گرینویچ اختلاف زمانی دارد.
این نصف‌النهار از قطب شمال شروع و از مناطق زیر گذشته و به قطب جنوب ختم می‌شود.
- اقیانوس آرام
- آلاسکا( ایالات متحده آمریکا)